# Beelick Knob (Virginia Occidental)
Beelick Knob es un área no incorporada ubicada dentro del Distrito New Haven, una división civil menor del condado de Fayette (Virginia Occidental), Estados Unidos. Está catalogada como un asentamiento humano por la Junta de Nombres Geográficos de los Estados Unidos.
El número de identificación (ID) asignado por el Servicio Geológico de Estados Unidos es 1535574.

## Geografía
Se encuentra a una altitud de 745 m s. n. m. (2444 pies) según el conjunto de datos de elevación nacional.